# Illgau
Illgau es una comuna suiza del cantón de Schwyz, localizada en el distrito de Schwyz. 

## Geografía

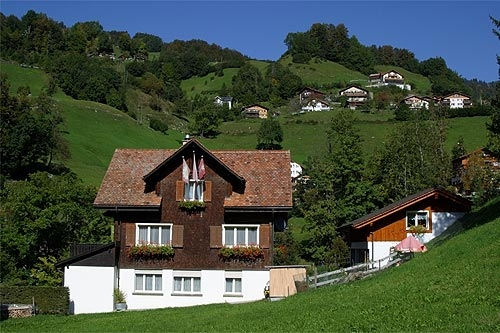
Illgau.

El territorio de Illgau se encuentra situado en la parte central de los Alpes suizos, entre el valle del Muotatal y el paso del Ibergeregg. Su topografía está dirigida en gran parte hacia el sur y suroeste, lo que le ha valido a Illgau el apodo de "Terraza soleada" (Sonnenterrasse). Sobre las montañas circundantes fluye el agua del riachuelo de Bettbach, el del Illgauer Dorfbach y del Mettelbach, el cual viene desde atrás desde Obereg hasta aquí al valle, para desembocar en el Mouta. Desde el punto más bajo del pueblo hasta el más alto, el Huusmätteli en la Hessisbohlerfirst, hay una diferencia de aproximadamente 1000 metros de altitud. 
Limita al norte con la comuna de Schwyz, al este con Oberiberg, y al sur y oeste con Muotathal. La comuna está dividida en tres fracciones: Illgau, Vordern Oberberg y Hinter Oberberg, lo que incluye un pueblo alrededor de la iglesia, así como algunas granjas aisladas.

## Población
| Desarrollo de la Población | Desarrollo de la Población |
| Años                       | Residentes                 |
| -------------------------- | -------------------------- |
| 1798                       | 162                        |
| 1850                       | 246                        |
| 1900                       | 270                        |
| 1950                       | 290                        |
| 2002                       | 773                        |

El 99% de la población es de lengua materna alemana.

## Política
El único partido que tiene sección en Illgau es el PDC. El alcalde de la comuna es Markus Bürgler (2006).